# Chorwacka Akademia Nauki i Sztuki

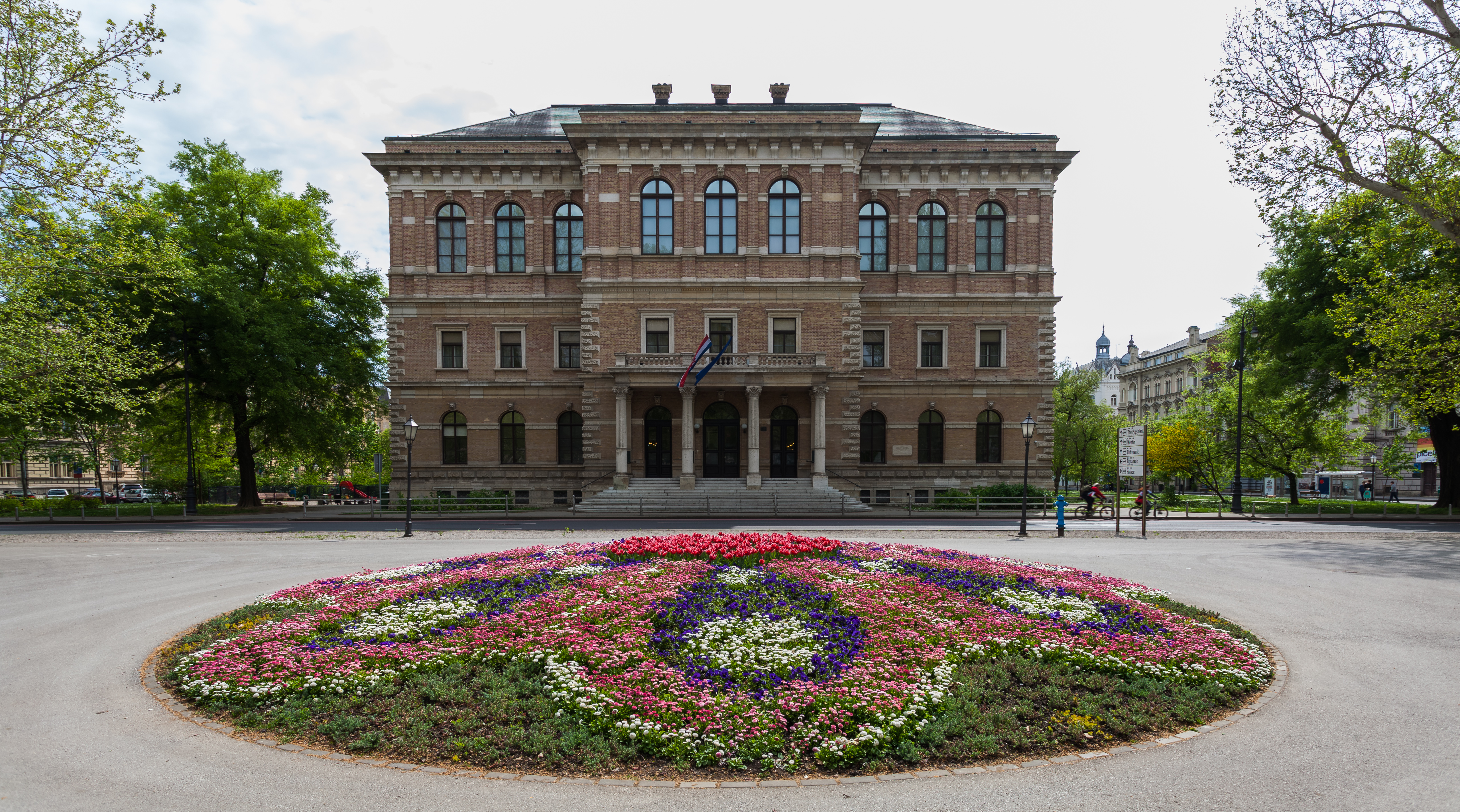
Budynek Akademii widziany ze Zrinjevaca

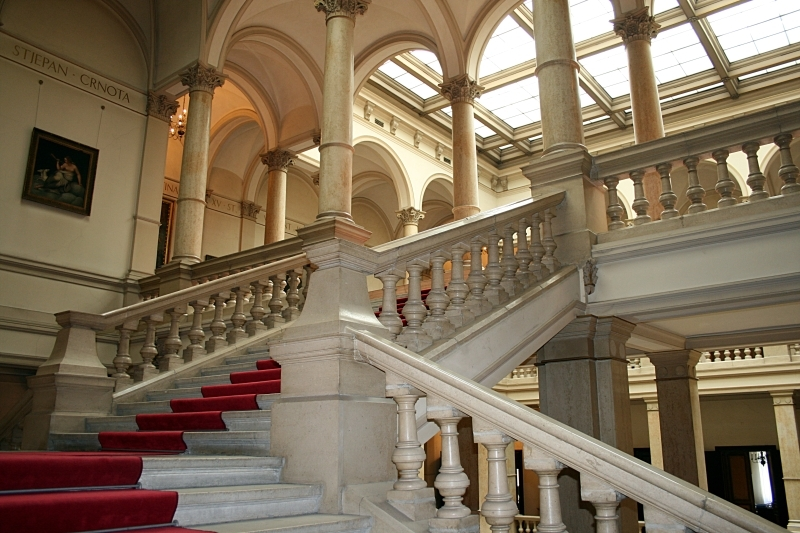
W środku pałacu akademii

Chorwacka Akademia Nauki i Sztuki (chorw. Hrvatska akademija znanosti i umjetnosti, HAZU) – główna akademia naukowa Chorwacji. Została założona w stolicy tego kraju – Zagrzebiu w 1867 roku i aż do 1991 roku była znana pod nazwą Jugosłowiańska Akademia Nauki i Sztuki (Jugoslavenska akademija znanosti i umjetnosti, JAZU) z przerwą w latach 1941–1945, kiedy nosiła obecną nazwę.

## Prezydenci
- Franjo Rački (1866–1886)
- Pavao Muhić(inne języki) (1887–1890)
- Josip Torbar(inne języki) (1890–1900)
- Tadija Smičiklas(inne języki) (1900–1914)
- Tomislav Maretić(inne języki) (1915–1918)
- Vladimir Mažuranić (1918–1921)
- Gustav Janaček(inne języki) (1921–1924)
- Gavro Manojlović(inne języki) (1924–1933)
- Albert Bazala(inne języki) (1933–1941)
- Tomo Matić(inne języki) (1942–1946)
- Andrija Štampar(inne języki) (1947–1958)
- Grga Novak(inne języki) (1958–1978)
- Jakov Sirotković(inne języki) (1978–1991)
- Ivan Supek(inne języki) (1991–1997)
- Ivo Padovan(inne języki) (1998–2003)[1]
- Milan Moguš (2004–2010)[2]
- Zvonko Kusić(inne języki) (2011–2018)[3]
- Velimir Neidhardt(inne języki) (2019–)[4]